# Dreamland (film, 2006)
Pour les articles homonymes, voir Dreamland.
Dreamland est un film dramatique américain de Jason Matzner, sorti en 2006.

## Synopsis
Dreamland est un regroupement de mobil-homes isolé dans le désert du Nouveau-Mexique. Y vivent deux amies, Audrey et Calista. La première soutient la seconde qui rêve de concours de beauté alors qu'elle souffre de sclérose en plaques, mais également son père qui, depuis la mort de son épouse, est incapable de quitter Dreamland et de se confronter au monde extérieur. Brillante élève, elle écrit des poésies et couche parfois avec Abraham, son collègue de supermarché.
Le film débute au début de l'été, après la remise des diplômes de fin de lycée pour Audrey. Elle cache les courriers d'universités pour rester avec son amie et son père. La vie routinière est animée par l'arrivée d'une nouvelle famille à Dreamland, dont le fils, Mookie, provoque l'émoi des deux jeunes femmes. Le garçon se rétablit depuis un an d'une blessure au genou qui l'empêche de poursuivre une carrière de basketteur.
Calista entame une relation avec Mookie. En silence, Audrey voit ses certitudes s'effondrer face à cette relation.

## Fiche technique
- Titre : Dreamland
- Langue : anglais
- Réalisateur : Jason Matzner
- Scénario : Tom Willett
- Producteurs : Peter Heller, Doug Mankoff et Andrew Spaulding
- Coproducteurs : Ed Cathell, III et Jessica Stamen
- Producteurs exécutifs : Archie Lamb, Alan Hunter et Hugh Hunter
- Directeur de la photographie : Jonathan Sela
- Costumes : Jasminka Jesic
- Montage : Zene Baker (en)
- Musique : Photek et Anthony Marinelli
- Casting : Shannon Makhanian

Sorties :
- États-Unis :
  - Gen Art Film Festival, à New York : 5 avril 2006 ;
  - sortie générale : 1er décembre 2006.
- France :
  - Festival du cinéma américain de Deauville : 6 septembre 2006 ;
  - sortie générale : 1er août 2007.

## Distribution
- Agnes Bruckner : Audrey
- Kelli Garner : Calista, sa meilleure amie
- Justin Long : Mookie
- John Corbett : Henry, le père d'Audrey
- Brian Klugman : Abraham, le collègue de travail d'Audrey, à l'épicerie
- Gina Gershon : Mary, la mère de Mookie, ancienne musicienne
- Chris Mulkey : Herb, le compagnon de Mary
- Luce Rains : Dreamer, le concierge de Dreamland
- Olive Bureker : Sadie, la tante de Calista

## Commentaires
Dreamland est le premier long-métrage de Jason Matzner, habituellement réalisateur de clips musicaux et de publicités.